# Crayon Shin-chan - Chō arashi o yobu - Kinpoko no yūsha
Crayon Shin-chan - Chō arashi o yobu - Kinpoko no yūsha (クレヨンしんちゃん ちょ～嵐を呼ぶ 金矛の勇者?, Kureyon Shin-chan - Chō arashi o yobu - Kinpoko no yūsha), letteralmente "Crayon Shin-chan - Evocare la super tempesta - L'uomo valoroso di Kinpoko", è un film d'animazione del 2008 diretto da Mitsuru Hongo.
Il soggetto è basato sul manga e anime Shin Chan. È uscito nei cinema nipponici il 19 aprile 2008. Come per gli altri film di Shin Chan, non esiste un'edizione italiana del lungometraggio.

## Personaggi e doppiatori
| Personaggio       | Doppiatore      |
| ----------------- | --------------- |
| Shinnosuke Nohara | Akiko Yajima    |
| Hiroshi Nohara    | Keiji Fujiwara  |
| Misae Nohara      | Miki Narahashi  |
| Himawari Nohara   | Satomi Koorogi  |
| Masao Sato        | Mie Suzuki      |
| Nene Sakurada     | Tamao Hayashi   |
| Tōru Kazama       | Mari Mashiba    |
| Boo               | Chie Satou      |
| Buriburizaemon    | Kaneto Shiozawa |
| Midori Yoshinaga  | Yumi Takada     |
| Ume Matsuzaka     | Michie Tomizawa |
| Enchiyou          | Rokurō Naya     |

## Distribuzione

### Edizioni home video
In Giappone il film è stato distribuito in DVD il 21 novembre 2008.